# Уса (приток Кияука)
Уса — река в Ишимбайском районе Башкортостана, приток Кияука. Речная система: Уса → Кияук → Зиган → Белая → Кама → Волга.
Начинается в Ахмеровском лесу, течет по его кромке, в истоке — временный водоток. Запружена, возле пруда — летник. Впадает в Кияук на высоте 170,5 м.